# Lista procesorów Phenom

## Seria K10
Modele oznaczone jako BE (Black Edition) mają w pełni odblokowany mnożnik (co można wykorzystać przy przetaktowywaniu procesorów).

### Phenom X3 "Toliman" (B2 i B3, 65nm)
- Wszystkie modele wspierają: MMX, SSE, SSE2, SSE3, SSE4a, Enhanced 3DNow!, NX bit, AMD64 (implementacja x86-64), Cool'n'Quiet, AMD Virtualization

| Model             | Stepping | Częstotliwość | Cache L2   | Cache L3 | HT       | Mnożnik | Napięcie    | TDP1) | Gniazdo     | Data wprowadzenia    | Oznaczenie    |
| ----------------- | -------- | ------------- | ---------- | -------- | -------- | ------- | ----------- | ----- | ----------- | -------------------- | ------------- |
| Phenom X3 8250e   | B3       | 1900 MHz      | 3 × 512 kB | 2 MB     | 1800 MHz | 9,5x    | 1,05-1,25 V | 65 W  | Socket AM2+ | 8 września 2008      | HD8250ODJ3BGH |
| Phenom X3 8400    | B2       | 2100 MHz      | 3 × 512 kB | 2 MB     | 1800 MHz | 10,5x   | 1,25 V      | 95 W  | Socket AM2+ | 27 marca 2008        | HD8400WCJ3BGD |
| Phenom X3 8450    | B3       | 2100 MHz      | 3 × 512 kB | 2 MB     | 1800 MHz | 10,5x   | 1,25 V      | 95 W  | Socket AM2+ | 23 kwietnia 2008     | HD8450WCJ3BGH |
| Phenom X3 8450e   | B3       | 2100 MHz      | 3 × 512 kB | 2 MB     | 1800 MHz | 10,5x   | 1,05-1,25 V | 65 W  | Socket AM2+ | 8 września 2008      | HD8450ODJ4BGH |
| Phenom X3 8600    | B2       | 2300 MHz      | 3 × 512 kB | 2 MB     | 1800 MHz | 11,5x   | 1,25 V      | 95 W  | Socket AM2+ | 27 marca 2008        | HD8600WCJ3BGD |
| Phenom X3 8650    | B3       | 2300 MHz      | 3 × 512 kB | 2 MB     | 1800 MHz | 11,5x   | 1,25 V      | 95 W  | Socket AM2+ | 23 kwietnia 2008     | HD8650WCJ3BGH |
| Phenom X3 8750    | B3       | 2400 MHz      | 3 × 512 kB | 2 MB     | 1800 MHz | 12x     | 1,25 V      | 95 W  | Socket AM2+ | 23 kwietnia 2008     | HD8750WCJ3BGH |
| Phenom X3 8750 BE | B3       | 2400 MHz      | 3 × 512 kB | 2 MB     | 1800 MHz | 12x     | 1,25 V      | 95 W  | Socket AM2+ | 8 września 2008      | HD875ZWCJ3BGH |
| Phenom X3 8850 BE | B3       | 2500 MHz      | 3 × 512 kB | 2 MB     | 1800 MHz | 12,5x   | 1,25 V      | 95 W  | Socket AM2+ | 21 października 2008 | HD885ZWCJ3BGH |

### Phenom X4 "Agena" (B2 i B3, 65nm)
- Wszystkie modele wspierają: MMX, SSE, SSE2, SSE3, SSE4a, Enhanced 3DNow!, NX bit, AMD64 (implementacja x86-64), Cool'n'Quiet, AMD Virtualization

| Model             | Stepping | Częstotliwość | Cache L2   | Cache L3 | HT       | Mnożnik | Napięcie    | TDP1) | Gniazdo     | Data wprowadzenia | Oznaczenie    |
| ----------------- | -------- | ------------- | ---------- | -------- | -------- | ------- | ----------- | ----- | ----------- | ----------------- | ------------- |
| Phenom X4 9100e   | B2       | 1800 MHz      | 4 × 512 kB | 2 MB     | 1800 MHz | 9x      | 1,15 V      | 65 W  | Socket AM2+ | 27 marca 2008     | HD9100OBJ4BGD |
| Phenom X4 9150e   | B3       | 1800 MHz      | 4 × 512 kB | 2 MB     | 1800 MHz | 9x      | 1,15 V      | 65 W  | Socket AM2+ | 1 lipca 2008      | HD9150ODJ4BGH |
| Phenom X4 9350e   | B3       | 2000 MHz      | 4 × 512 kB | 2 MB     | 1800 MHz | 10x     | 1,15 V      | 65 W  | Socket AM2+ | 1 lipca 2008      | HD9350ODJ4BGH |
| Phenom X4 9500    | B2       | 2200 MHz      | 4 × 512 kB | 2 MB     | 1800 MHz | 11x     | 1,25 V      | 95 W  | Socket AM2+ | 19 listopada 2007 | HD9500WCJ4BGD |
| Phenom X4 9550    | B3       | 2200 MHz      | 4 × 512 kB | 2 MB     | 1800 MHz | 11x     | 1,25 V      | 95 W  | Socket AM2+ | 27 marca 2008     | HD9550WCJ4BGH |
| Phenom X4 9600    | B2       | 2300 MHz      | 4 × 512 kB | 2 MB     | 1800 MHz | 11,5x   | 1,25 V      | 95 W  | Socket AM2+ | 19 listopada 2007 | HD9600WCJ4BGD |
| Phenom X4 9600 BE | B2       | 2300 MHz      | 4 × 512 kB | 2 MB     | 1800 MHz | 11,5x   | 1,25 V      | 95 W  | Socket AM2+ | 19 listopada 2007 | HD960ZWCJ4BGD |
| Phenom X4 9650    | B3       | 2300 MHz      | 4 × 512 kB | 2 MB     | 1800 MHz | 11,5x   | 1,25 V      | 95 W  | Socket AM2+ | 27 marca 2008     | HD9650WCJ4BGH |
| Phenom X4 9750    | B3       | 2400 MHz      | 4 × 512 kB | 2 MB     | 1800 MHz | 12x     | 1,25 V      | 95 W  | Socket AM2+ | 27 marca 2008     | HD9750WCJ4BGH |
| Phenom X4 9750    | B3       | 2400 MHz      | 4 × 512 kB | 2 MB     | 1800 MHz | 12x     | 1,30 V      | 125 W | Socket AM2+ | 27 marca 2008     | HD9750XAJ4BGH |
| Phenom X4 9850 BE | B3       | 2500 MHz      | 4 × 512 kB | 2 MB     | 2000 MHz | 12,5x   | 1,30 V      | 125 W | Socket AM2+ | 27 marca 2008     | HD985ZXAJ4BGH |
| Phenom X4 9950 BE | B3       | 2600 MHz      | 4 × 512 kB | 2 MB     | 2000 MHz | 13x     | 1,20–1,30 V | 125 W | Socket AM2+ | Październik 2008  | HD995ZXAJ4BGH |
| Phenom X4 9950 BE | B3       | 2600 MHz      | 4 × 512 kB | 2 MB     | 2000 MHz | 13x     | 1,25–1,30 V | 140 W | Socket AM2+ | 1 lipca 2008      | HD995ZFAJ4BGH |

## Seria K10,5

### Phenom II X2 "Callisto" (C2 i C3, 45nm)
- Wszystkie modele wspierają: MMX, SSE, SSE2, SSE3, SSE4a, Enhanced 3DNow!, NX bit, AMD64 (implementacja x86-64), Cool'n'Quiet, AMD Virtualization

| Model               | Stepping | Częstotliwość | Cache L2   | Cache L3 | HT       | Mnożnik | Napięcie      | TDP1) | Gniazdo    | Data wprowadzenia | Oznaczenie    |
| ------------------- | -------- | ------------- | ---------- | -------- | -------- | ------- | ------------- | ----- | ---------- | ----------------- | ------------- |
| Phenom II X2 545    | C2       | 3000 MHz      | 2 × 512 kB | 6 MB     | 2000 MHz | 15x     | 1,30 V        | 80 W  | Socket AM3 | 2 czerwca 2009    | HDX545WFK2DGI |
| Phenom II X2 545    | C3       | 3000 MHz      | 2 × 512 kB | 6 MB     | 2000 MHz | 15x     | 1,30 V        | 80 W  | Socket AM3 | 4 listopada 2009  | HDX545WFK2DGM |
| Phenom II X2 550    | C3       | 3100 MHz      | 2 × 512 kB | 6 MB     | 2000 MHz | 15,5x   | 1,30 V        | 80 W  | Socket AM3 | styczeń 2010      | HDX550WFK2DGM |
| Phenom II X2 550 BE | C2       | 3100 MHz      | 2 × 512 kB | 6 MB     | 2000 MHz | 15,5x   | 1,30 V        | 80 W  | Socket AM3 | 2 czerwca 2009    | HDZ550WFK2DGI |
| Phenom II X2 555 BE | C3       | 3200 MHz      | 2 × 512 kB | 6 MB     | 2000 MHz | 16x     | 1,30 V        | 80 W  | Socket AM3 | styczeń 2010      | HDZ555WFK2DGM |
| Phenom II X2 560 BE | C3       | 3300 MHz      | 2 × 512 kB | 6 MB     | 2000 MHz | 16,5x   | 0,875-1,40 V  | 80 W  | Socket AM3 | 21 września 2010  | HDZ560WFK2DGM |
| Phenom II X2 565    | C3       | 3400 MHz      | 2 × 512 kB | 6 MB     | 2000 MHz | 17x     | 0,775-1,425 V | 80 W  | Socket AM3 | 7 grudnia 2010    | HDZ565WFK2DGM |
| Phenom II X2 570 BE | C3       | 3500 MHz      | 2 × 512 kB | 6 MB     | 2000 MHz | 17,5x   | 3 maja 2011   | 80 W  | Socket AM3 | 03 maja 2011      | HDZ570WFK2DGM |

### Phenom II X3 "Heka" (C2, 45nm)
- Wszystkie modele wspierają: MMX, SSE, SSE2, SSE3, SSE4a, Enhanced 3DNow!, NX bit, AMD64 (implementacja x86-64), Cool'n'Quiet, AMD Virtualization

| Model               | Stepping | Częstotliwość | Cache L2   | Cache L3 | HT       | Mnożnik | Napięcie | TDP1) | Gniazdo    | Data wprowadzenia | Oznaczenie    |
| ------------------- | -------- | ------------- | ---------- | -------- | -------- | ------- | -------- | ----- | ---------- | ----------------- | ------------- |
| Phenom II X3 700e   | C2       | 2400 MHz      | 3 × 512 kB | 6 MB     | 2000 MHz | 12x     | 1,25 V   | 65 W  | Socket AM3 | 2 czerwca 2009    | HD700EOCK3DGI |
| Phenom II X3 705e   | C2       | 2500 MHz      | 3 × 512 kB | 6 MB     | 2000 MHz | 12,5x   | 1,25 V   | 65 W  | Socket AM3 | 2 czerwca 2009    | HD705EOCK3DGI |
| Phenom II X3 710    | C2       | 2600 MHz      | 3 × 512 kB | 6 MB     | 2000 MHz | 13x     | 1,25 V   | 95 W  | Socket AM3 | 9 lutego 2009     | HDX710WFK3DGI |
| Phenom II X3 720 BE | C2       | 2800 MHz      | 3 × 512 kB | 6 MB     | 2000 MHz | 14x     | 1,25 V   | 95 W  | Socket AM3 | 9 lutego 2009     | HDZ720WFK3DGI |
| Phenom II X3 740 BE | C2       | 3000 MHz      | 3 × 512 kB | 6 MB     | 2000 MHz | 15x     | 1,25 V   | 95 W  | Socket AM3 | wrzesień 2009     | HDZ740WFK3DGI |

### Phenom II X4 "Deneb" (C2 i C3, 45nm)
- Wszystkie modele wspierają: MMX, SSE, SSE2, SSE3, SSE4a, Enhanced 3DNow!, NX bit, AMD64 (implementacja x86-64), Cool'n'Quiet, AMD Virtualization

| Model               | Stepping | Częstotliwość | Cache L2   | Cache L3 | HT       | Mnożnik | Napięcie      | TDP1)          | Gniazdo     | Data wprowadzenia | Oznaczenie    |
| ------------------- | -------- | ------------- | ---------- | -------- | -------- | ------- | ------------- | -------------- | ----------- | ----------------- | ------------- |
| Phenom II X4 805    | C2       | 2500 MHz      | 4 × 512 kB | 4 MB     | 2000 MHz | 12,5x   | 0,875-1,425 V | 95 W           | Socket AM3  | 9 lutego 2009     | HDX805WFK4FGI |
| Phenom II X4 810    | C2       | 2600 MHz      | 4 × 512 kB | 4 MB     | 2000 MHz | 13x     | 0,875-1,425 V | 95 W           | Socket AM3  | 9 lutego 2009     | HDX810WFK4FGI |
| Phenom II X4 820    | C2       | 2800 MHz      | 4 × 512 kB | 4 MB     | 2000 MHz | 14x     | 0,9 – 1,425 V | 95 W           | Socket AM3  | 2009              | HDX820WFK4FGI |
| Phenom II X4 840    | C3       | 3200 MHz      | 4 × 512 kB | Brak     | 2000MHz  | 16x     | 0,85- 1,4 V   | 95 W           | Socket AM3  | 12 stycznia 2011  | HDX840WFGMBOX |
| Phenom II X4 900e   | C2       | 2400 MHz      | 4 × 512 kB | 6 MB     | 2000 MHz | 12x     | 0,850-1,25 V  | 65 W           | Socket AM3  |                   | HD900EOCK4DGI |
| Phenom II X4 905e   | C2       | 2500 MHz      | 4 × 512 kB | 6 MB     | 2000 MHz | 12,5x   | 0,825-1,25 V  | 65 W           | Socket AM3  | 2 czerwca 2009    | HD905EOCK4DGI |
| Phenom II X4 910    | C2       | 2600 MHz      | 4 × 512 kB | 6 MB     | 2000 MHz | 13x     | 0,875-1,425 V | 95 W           | Socket AM3  | 9 lutego 2009     | HDX910WFK4DGI |
| Phenom II X4 910e   | C3       | 2600 MHz      | 4 × 512 kB | 6 MB     | 2000 MHz | 13x     | 0,85-1,25 V   | 65 W           | Socket AM3  | 25 stycznia 2010  | HD910EOCK4DGM |
| Phenom II X4 920    | C2       | 2800 MHz      | 4 × 512 kB | 6 MB     | 1800 MHz | 14x     | 0,875-1,5 V   | 125 W          | Socket AM2+ | 8 stycznia 2009   | HDX920XCJ4DGI |
| Phenom II X4 925    | C2       | 2800 MHz      | 4 × 512 kB | 6 MB     | 2000 MHz | 14x     | 0,850-1,425 V | 95 W           | Socket AM3  |                   | HDX925WFK4DGI |
| Phenom II X4 925    | C3       | 2800 MHz      | 4 × 512 kB | 6 MB     | 2000 MHz | 14x     | 0,90-1,40 V   | 95 W           | Socket AM3  |                   | HDX925WFK4DGM |
| Phenom II X4 940 BE | C2       | 3000 MHz      | 4 × 512 kB | 6 MB     | 1800 MHz | 15x     | 0,875-1,5 V   | 125 W          | Socket AM2+ | 8 stycznia 2009   | HDZ940XCJ4DGI |
| Phenom II X4 945    | C2       | 3000 MHz      | 4 × 512 kB | 6 MB     | 2000 MHz | 15x     | 0,875-1,5 V   | 95 W lub 125 W | Socket AM3  | 23 kwietnia 2009  | HDX945FBK4DGI |
| Phenom II X4 945    | C3       | 3000 MHz      | 4 × 512 kB | 6 MB     | 2000 MHz | 15x     | 0,850-1,40 V  | 95 W           | Socket AM3  |                   | HDX945WFK4DGM |
| Phenom II X4 955 BE | C2       | 3200 MHz      | 4 × 512 kB | 6 MB     | 2000 MHz | 16x     | 0,875-1,5 V   | 125 W          | Socket AM3  | 23 kwietnia 2009  | HDZ955FBK4DGI |
| Phenom II X4 955 BE | C3       | 3200 MHz      | 4 × 512 kB | 6 MB     | 2000 MHz | 16x     | 0,850-1,40 V  | 125 W          | Socket AM3  |                   | HDZ955FBK4DGM |
| Phenom II X4 965 BE | C2       | 3400 MHz      | 4 × 512 kB | 6 MB     | 2000 MHz | 17x     | 0,850-1,425 V | 140 W          | Socket AM3  | 13 sierpnia 2009  | HDZ965FBK4DGI |
| Phenom II X4 965 BE | C3       | 3400 MHz      | 4 × 512 kB | 6 MB     | 2000 MHz | 17x     | 0,825-1,40 V  | 125 W          | Socket AM3  | 4 listopada 2009  | HDZ965FBK4DGM |
| Phenom II X4 970 BE | C3       | 3500 MHz      | 4 × 512 kB | 6 MB     | 2000 MHz | 17,5x   | 0,825-1,40 V  | 125 W          | Socket AM3  | 22 września 2010  | HDZ970FBK4DGM |
| Phenom II X4 975 BE | C3       | 3600 MHz      | 4 × 512 kB | 6 MB     | 2000 MHz | 18x     | 0,825-1,40 V  | 125 W          | Socket AM3  | 4 stycznia 2011   | HDZ975FBK4DGM |
| Phenom II X4 980 BE | C3       | 3700 MHz      | 4 × 512 kB | 6 MB     | 2000 MHz | 18,5x   | 0,825-1,40 V  | 125 W          | Socket AM3  | 3 maja 2011       | HDZ980FBK4DGM |

### Phenom II 42 TWKR (limitowana edycja 100 egzemplarzy)
| Model                | Stepping | Częstotliwość | Cache L2   | Cache L3 | HT       | Mnożnik | Napięcie     | TDP1) | Gniazdo    | Data wprowadzenia | Oznaczenie      |
| -------------------- | -------- | ------------- | ---------- | -------- | -------- | ------- | ------------ | ----- | ---------- | ----------------- | --------------- |
| Phenom II 42 TWKR BE | C2       | 2000 MHz      | 4 × 512 kB | 6 MB     | 1800 MHz | 10x-35x | 1,15-1,425 V | ? W   | Socket AM3 | 2009              | nie na sprzedaż |

### Phenom II X6 "Thuban" (E0, 45nm)
- Wszystkie modele wspierają: MMX, SSE, SSE2, SSE3, SSE4a, Enhanced 3DNow!, NX bit, AMD64 (implementacja x86-64), Cool'n'Quiet, AMD Virtualization, Turbo CORE

| Model                 | Stepping | Częstotliwość (Turbo CORE) | Cache L2   | Cache L3 | HT       | Mnożnik | Napięcie      | TDP1) | Gniazdo    | Data wprowadzenia   | Oznaczenie    |
| --------------------- | -------- | -------------------------- | ---------- | -------- | -------- | ------- | ------------- | ----- | ---------- | ------------------- | ------------- |
| Phenom II X6 1035T    | E0       | 2600 MHz (3100 MHz)        | 6 × 512 kB | 6 MB     | 2000 MHz | 13x     | 0,975-1,425 V | 95 W  | Socket AM3 | maj 2010 (OEM)      | HDT35TWFK6DGR |
| Phenom II X6 1045T    | E0       | 2700 MHz (3200 MHz)        | 6 × 512 kB | 6 MB     | 2000 MHz | 13,5x   | 0,975-1,425 V | 95 W  | Socket AM3 | wrzesień 2010 (OEM) | HDT45TWFK6DGR |
| Phenom II X6 1055T    | E0       | 2800 MHz (3300 MHz)        | 6 × 512 kB | 6 MB     | 2000 MHz | 14x     | 1,0-1,475 V   | 125 W | Socket AM3 | 27 kwietnia 2010    | HDT55TFBK6DGR |
| Phenom II X6 1055T    | E0       | 2800 MHz (3300 MHz)        | 6 × 512 kB | 6 MB     | 2000 MHz | 14x     | 0,975-1,425 V | 95 W  | Socket AM3 | maj 2010            | HDT55TWFK6DGR |
| Phenom II X6 1065T    | E0       | 2900 MHz (3400 MHz)        | 6 × 512 kB | 6 MB     | 2000 MHz | 14,5x   | 1,0-1,475 V   | 95 W  | Socket AM3 | 7 grudnia 2010      | HDT65TWFK6DGR |
| Phenom II X6 1075T    | E0       | 3000 MHz (3500 MHz)        | 6 × 512 kB | 6 MB     | 2000 MHz | 15x     | 1,0-1,475 V   | 125 W | Socket AM3 | 21 września 2010    | HDT75TFBK6DGR |
| Phenom II X6 1075T BE | E0       | 3000 MHz (3500 MHz)        | 6 × 512 kB | 6 MB     | 2000 MHz | 15x     | 1,0-1,475 V   | 125 W | Socket AM3 | ?                   | HDT75ZFBK6DGR |
| Phenom II X6 1090T BE | E0       | 3200 MHz (3600 MHz)        | 6 × 512 kB | 6 MB     | 2000 MHz | 16x     | 1,0-1,475 V   | 125 W | Socket AM3 | 27 kwietnia 2010    | HDT90ZFBK6DGR |
| Phenom II X6 1100T BE | E0       | 3300 MHz (3700 MHz)        | 6 × 512 kB | 6 MB     | 2000 MHz | 16,5x   | 1,0-1,475 V   | 125 W | Socket AM3 | 7 grudnia 2010      | HDE00ZFBK6DGR |

¹ – Thermal Design Power